# Paliques
Les Paliques sont des dieux jumeaux siciliens, vénérés par les Sicules, puis objet d'un culte chthonien par les Siciliotes.
Proches des Dioscures et les Cabires, ils sont des dieux de l’abondance, protègent les marins, et possèdent des pouvoirs divinatoires.

## Sources
Polémon de Cyrène, également connu sous le nom de Polemon le Pérégète (Polemon Periegetes), un érudit et géographe grec actif au IIIe siècle av. J.-C. mentionne les Paliques dans le cadre de ses travaux sur les cultes locaux et les inscriptions religieuses.
Diodore de Sicile les évoque dans sa Bibliothèque Historique , Virgile dans l'Énéide (9, 584 sq) et Macrobe dans ses Saturnales (livre V, 19, 15-31),

## Étymologie
Marcel Meulder soutient que le nom des Paliques provient d'une racine indo‑européenne. Mettant en avant un ensemble de comparaisons linguistiques avec des formes attestées dans plusieurs langues indo‑européennes – sanscrit (palita, paliknī), grec (pelidnós, pélios, poliós – « grisâtre », « blême », « pâle »), latin (pallēō – « être pâle, jaune pâle »), vieux slave (plavú – « blanc »), albanais (plak – « gris »), lituanien (pelēkas, pelkas – « gris »), arménien (alik’ – « cheveux ou barbe gris ») il interprète Pali-cí ou Palíkes comme signifiant « les (êtres) gris‑blanchâtres, jaunâtres, blêmes »

## Famille
Fils d'Adranos et de la nymphe Thalie pour les Sicules, ils sont, dans la mythologie grecque, le fruit de l'union de Zeus et de la nymphe de l’Etna Thalie, fille d’Héphaïstos, ou les enfants d’Héphaïstos et de la nymphe Etna, fille d’Ouranos et de Gê, parfois sœur du roi Sicanos.

## Sanctuaire des Paliques en Sicile
Un sanctuaire des dieux Paliques se trouvait en Sicile orientale, sur le territoire de l'actuelle commune de Mineo, au lieu-dit Rocchicella, sur les rives du lac de Naftia, aujourd'hui asséché, d'où s'élevaient des vapeurs méphitiques. Il comprenait des rites de divination et d'ordalie.

« Suivant la tradition, le temple des dieux Paliques se distingue des autres par son antiquité, sa sainteté et les choses curieuses qu'on y observe. D'abord on y voit des cratères d'une largeur, il est vrai, peu considérable, mais qui lancent, d'une immense profondeur, d'énormes étincelles; on dirait des chaudières posées sur un grand feu et pleines d'eau bouillante. L'eau qui jaillit de ces cratères a l'apparence de l'eau bouillante; mais on n'en a pas la certitude, car personne n'a encore osé y toucher, et la terreur qu'inspire cette éructation aqueuse semble y attacher quelque chose de surnaturel et de divin. Cette eau répand une forte odeur de soufre, et l'abîme d'où elle s'échappe fait entendre un bruit effroyable. Ce qu'il y a de plus surprenant, c'est que cette eau ne déborde jamais, ne cesse jamais de couler, et est lancée avec force à une hauteur prodigieuse. Le temple est si vénéré qu'on y prononce les serments les plus sacrés, et les parjures reçoivent aussitôt le châtiment divin : quelques-uns sont sortis aveugles de ce temple. Enfin, la crainte superstitieuse attachée à ce lieu est telle que l'on termine des procès difficiles par les serments que l'on y fait prononcer. […] Ce temple est situé dans une plaine digne de la majesté des dieux; il est entouré de portiques et d'autres ornements convenables. »

À proximité immédiate, le chef Doukétios fonda en 453 av. J.-C. la cité de Palikè (Diodore de Sicile, livre XI, 88-90), qui fut la capitale éphémère du koinon des Sicules, utilisant ainsi les jumeaux pour unir les indigènes contre les Grecs.
Le sanctuaire a servi d’asile aux Sicules de Doukétios puis aux esclaves lors de la guerre servile.

## Comparatisme indo-européen
Un des éléments centraux du culte des Paliques, à l'instar d'autres mythes indo-européens, semble être le rapport du feu ou du « feu dans l'eau » et de la vérité. « On ne peut s'approcher indûment des jets d'eau du sanctuaire des Paliques : le parjure est aveuglé par l'eau bouillonnante ». Polémon précise ainsi que pour s'en approcher, il faut « s'être abstenu de toute souillure charnelle et alimentaire ».